# Clube Desportivo Scorpion Vermelho
O Clube Desportivo Scorpion Vermelho é um clube polidesportivo de Santa Cruz, na Ilha de Santiago, em Cabo Verde. O clube conta em sua estrutura com departamentos de futebol e atletismo.

## História
O clube foi fundado em 2003. Scorpion venceu o primeiro título regional em 2006 e jogou nas competições nacionais em 2007 e 2008. O clube venceu o terceiro título em 2010 e o último título regional em 2013. Ele terminou em segundo lugar na temporada de 2015-16 e terminou, com 61 pontos, um novo recorde regional com 18 vitórias e 57 gols. Scorpion terminou em oitavo na temporada de 2016-17 com 31 pontos e 8 vitórias. Em 2018, venceu o título regional em março, jogou nas competições nacionais e participou do Grupo B, onde terminou em segundo lugar com 9 pontos e perdeu a qualificação nas meias-finais. Na temporada seguinte, Scorpion Vermelho sofreu grandemente depois de ter terminado em último com 13 pontos, e perdeu o lugar na Primeira Divisão 2019-20.[carece de fontes?]
O clube comemora o 20ª aniversário em 2023.

## Uniforme
As cores do equipamento principal são o branco e azul. O equipamento alternativo é azul e branco.

## Títulos
- Liga Insular de Santiago (Zona Norte): 5

2006/07, 2007/08, 2009/10, 2012/13, 2017-18
- Taça de Santiago Norte: 2

2006/07, 2011/12
- Super-Taça de Santiago Norte: 1

2006/07

## Futebol

### Palmarés
| Escalão | Nº Presenças | Títulos | Melhor Classificação |
| I       | 5            | 0       | Semifinais           |
| II      | 12-14        | 5       | 1a                   |

### Classificações

#### Nacionais
| Temporada | Div | Pos | Pts   | J | V | E | D | G.M. | G.S. | Diff. |
| 2007      | 1B  | 5   | 6 pts | 5 | 2 | 0 | 3 | 5    | 5    | 0     |
| 2008      | 1B  | 5   | 2 pts | 5 | 0 | 2 | 3 | 2    | 8    | -6    |
| 2010      | 1B  | 3   | 6 pts | 5 | 2 | 0 | 3 | 7    | 8    | -1    |
| 2012      | 1B  | 6   | 1 pta | 5 | 0 | 1 | 4 | 1    | 6    | -5    |

#### Regionais
| Temporada | Div | Pos | Pts    | J  | V  | E | D | G.M. | G.S. | Diff. |
| 2006-07   | 2   | 1   | -      | -  | -  | - | - | -    | -    | -     |
| 2007-08   | 2   | 1   | -      | -  | -  | - | - | -    | -    | -     |
| 2009-10   | 2   | 1   | -      | -  | -  | - | - | -    | -    | -     |
| 2011-12   | 2   | 1   | -      | -  | -  | - | - | -    | -    | -     |
| 2014-15   | 2   | 6   | 18 pts | 12 | 5  | 3 | 4 | 13   | 9    | +4    |
| 2015-16   | 2   | 2   | 61 pts | 26 | 18 | 7 | 1 | 57   | 13   | +44   |
| 2016-17   | 2   | 8   | 31 pts | 22 | 8  | 7 | 7 | 30   | 31   | -1    |

## Estatísticas
- Melhor posição: 3a - fase grupo (nacional)
- Apresentadas:
  - Nacional: 4
  - Regional: 10
- Jogos totais: 19 (nacional)
  - Jogos jogados em casa: 9
- Pontos totais: 15 (nacional)
- Gols totais: 20 (nacionais)
- Vitórias totais: 4 (nacional)
  - Vitórias totais na casa: 3 (nacional)
- Melhor temporada: 2016 (18 vitórias, 7 empates, 7 derrotas e 61 pontos)
- Melhores gols totais na temporada, nacional: 56 (nacional)
- Melhores pontos totais na temporada:
  - Nacional: 7, em 2010
  - Regional: 57, em 2016 - recorde de clube
- Melhores vitórias na temporada: 18 (regional), em 2016
- Melhores jogos no campeonato nacional:

Sporting Porto Novo 0-2 Scorpion Vermelho, 19 de maio de 2007
Scorpion Vermelho 2-0 Sporting Boavista, 15 de maio de, 2010
Scorpion Vermelho 2-1 Barreirense, 22 de maio de 2010
- Mais jogos derrotados na temporada: 4
- Derrotas totais: 14 (nacional)

## Ligação externa
- CD Scorpion Vermelho na Sports Mídia (Sports Média)
- Scorpion Vermelho na Web Cup